# Glorfindel
Glorfindel is een personage binnen de wereld van de Engelse schrijver J.R.R. Tolkien.

## Eerste Era
Glorfindel was een Noldor en kapitein van koning Turgon van Gondolin. Hij maakte het Idril en Tuor mogelijk uit Gondolin te ontsnappen door hen tegen een Balrog te verdedigen in de Crissaegrim. Hij kwam daarbij om het leven.

## Tweede Era
Aangezien Glorfindel een Noldor was kwam hij na het einde van zijn leven in de hallen van Mandos terecht. Hij werd rond het jaar 1200 of 1600 van de Tweede Era van Valinor naar Midden-aarde gestuurd om Elrond en Gil-galad te ondersteunen bij hun strijd tegen Sauron.

## Derde Era
In de Derde Era woonde Glorfindel bij Elrond en redde hij Frodo van de ringgeesten door hem naar Rivendel te brengen.

## Films
Glorfindel komt niet voor in de tekenfilm The Lord of the Rings van Ralph Bakshi uit 1978 en de speelfilm The Lord of the Rings van Peter Jackson. Frodo wordt in de films gered door Arwen.